# Фосфіди природні

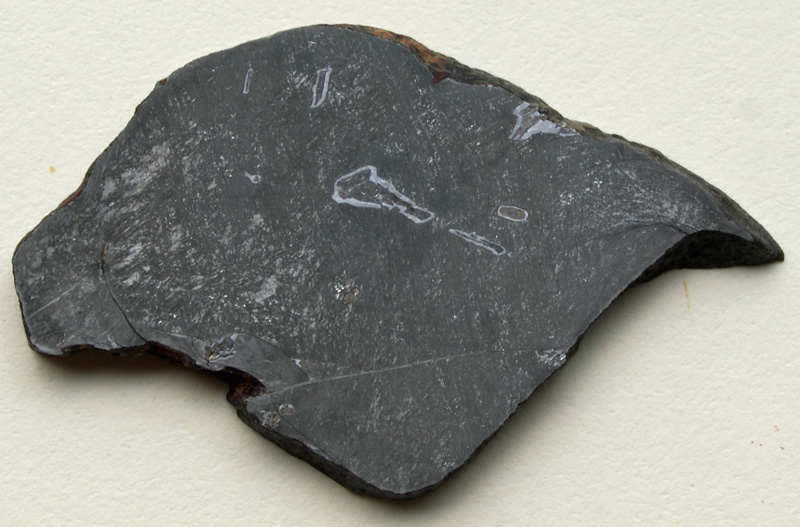
Шрейберзит — фосфід заліза, нікелю і кобальту.

Фосфіди природні (рос. фосфиды природные, англ. natural phosphides, нім. natürliche Phosphide n pl) — рідкісні мінерали, сполуки фосфору з більш електропозитивними елементами, в першу чергу металами. Мають напівпровідникові властивості.
Приклад фосфідів — шрейберзит (Fe, Ni)3P. Зустрічаються в метеоритах і сталях. Утворюються також при пожежах у вугільних товщах.